# آیت تاگولا
ایت تاگولا (به فرانسوی: Ait Taguella) یک منطقهٔ مسکونی در مراکش است که در تادله ازیلال واقع شده‌است.

## خصوصیات
ایت تاگولا ۷٬۳۴۰ نفر جمعیت دارد.